# Struweel

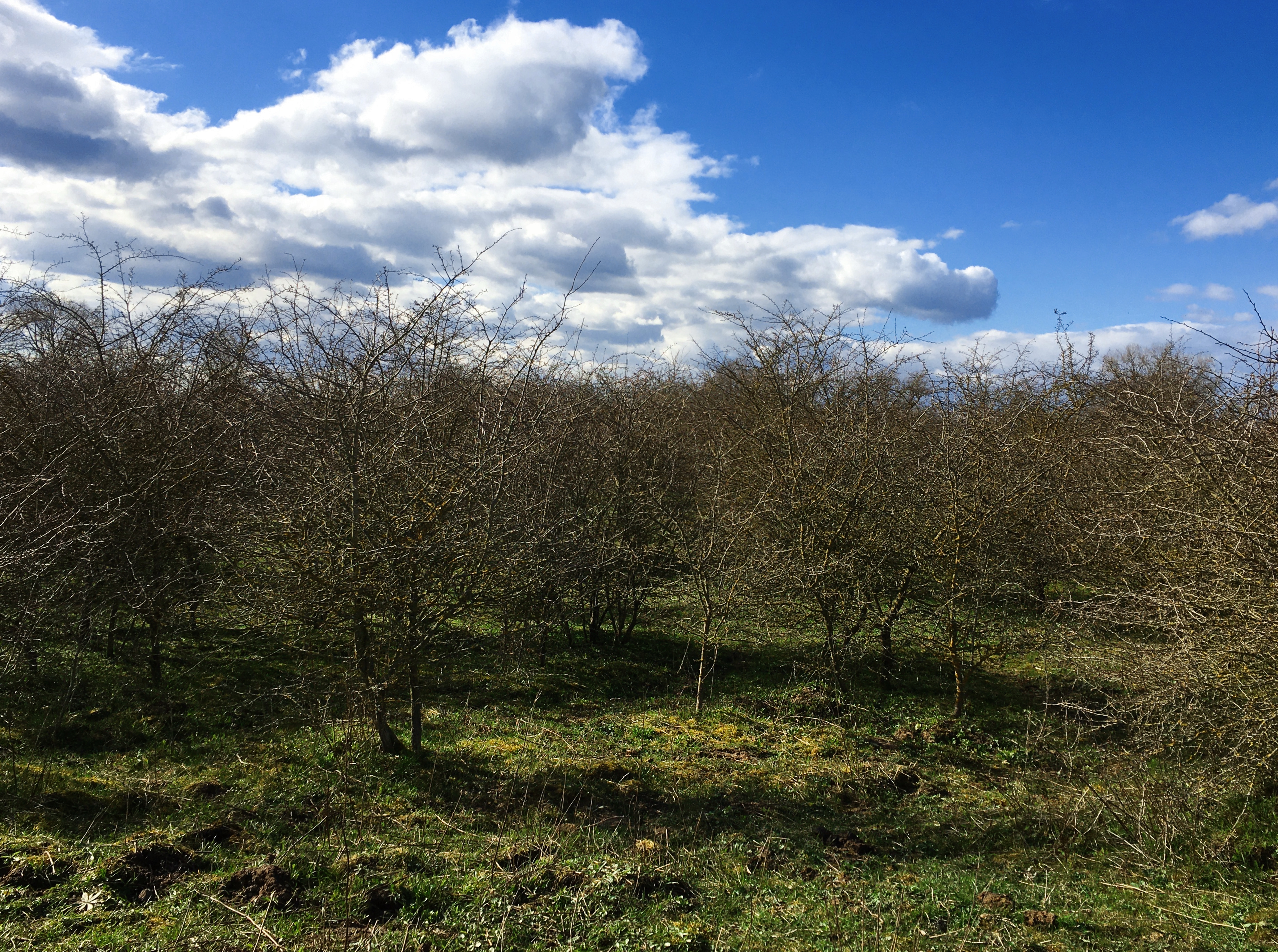
Doornstruweel in de Millingerwaard (Nederland)

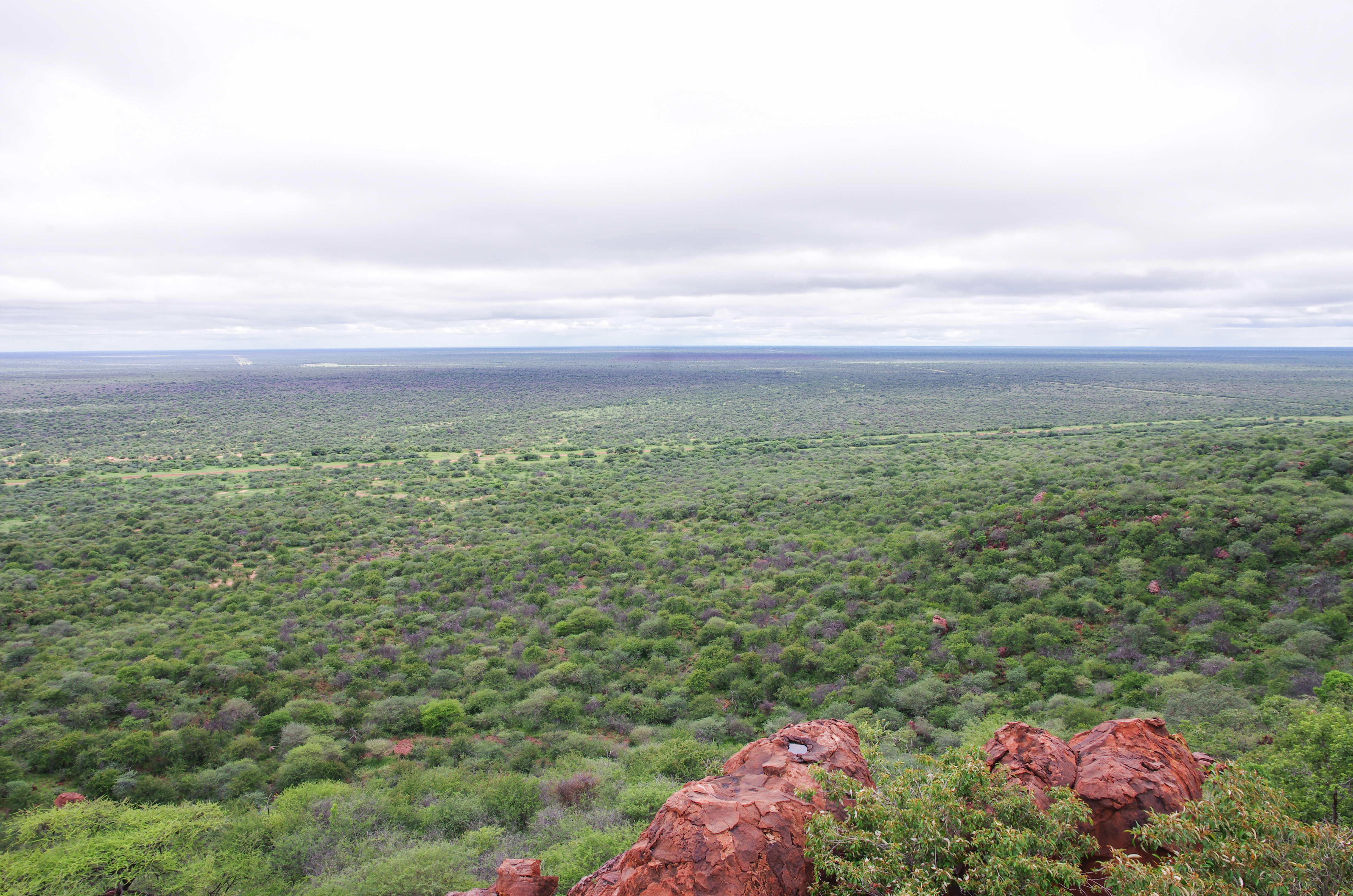
Uitgestrekt struweel in Namibië.

Een struweel, ook struikgewas genoemd, is een begroeiing die als formatie voorkomt waarin struiken dominant en aspectbepalend zijn. Doorgaans worden de struiken die een struweel domineren niet hoger dan ongeveer 5 m. Een boomlaag is bij een struweel (per definitie) afwezig of slecht ontwikkeld. Ook dwergvormen van boomsoorten (bijvoorbeeld bij krummholz) kunnen een struweel domineren. Een struweel dat wordt gedomineerd door dwergstruiken wordt een dwergstruweel genoemd en soms ook als wezenlijk aparte formatie onderscheiden.

## Etymologie en naamgeving
Het woord 'struweel' komt uit het Middelnederlands. Het is afgeleid van het Oudfranse leenwoord struvel, dat voor het eerst in de betekenis van 'struikgewas' is gevonden in 1450. De term 'struikgewas', soms ook 'bosjes' genoemd, heeft net als de term 'struweel' uitsluitend betrekking op begroeiingen waarin houtige planten domineren. De woorden 'struikgewas' en 'bosjes' worden echter in de spreektaal weleens verward met de term 'ruigte', waarmee een begroeiing wordt bedoeld waarin ruigtekruiden de fysiognomie bepalen. Soms wordt een struweel ook wel een 'heesterbos(je)' genoemd.

## Struweel in het natuurlandschap
Struwelen kunnen op verschillende wijzen in natuurlandschappen voorkomen. Het grootste gedeelte van het aardoppervlak dat met struweelvegetatie is bedekt, betreft plaatsen waar geen bos kan ontstaan doordat milieufactoren de plek ongeschikt maken voor bomen die hoger dan 5 m kunnen opgroeien. In de meeste struwelen op Aarde spelen abiotische milieufactoren de belangrijkste rol in het verhinderen van de successie naar bos, maar er bestaan ook landschappen waarbij biotische milieufactoren hierin een prominente rol spelen.

### Abiotische milieufactoren
Abiotische milieufactoren met betrekking tot de bodem, die dikwijls zullen bepalen of struweel zal overgaan naar bos, zijn bijvoorbeeld het vochtgehalte en de saliniteit. Andere belangrijke abiotische milieufactoren die de successie naar bos kunnen verhinderen zijn bijvoorbeeld de windsterke, zeesproei en de temperatuur in een gebied. 
Een voorbeeld van een omgeving waar struweel het climaxstadium kan zijn is een kustgebied. In veel kustgebieden kunnen bomen moeilijk overleven en/of niet hoog opgroeien vanwege een te hoge saliniteit en/of windsterkte. Bepaalde struiksoorten kunnen op deze plekken vaak wel overleven en kunnen gaan domineren, waardoor een struweel ontstaat. Een boomlaag kan daar volledig ontbreken.
Een ander voorbeeld is een hooggelegen gebied dat boven de boomgrens ligt. De temperatuur en/of de windsterkte maken boomgroei aldaar vaak onmogelijk. 
Ook op zeer droge plaatsen waar niet genoeg water beschikbaar is voor bosontwikkeling kan struweel het climaxstadium zijn, zoals in gebieden met een woestijnklimaat.

### Biotische milieufactoren
Afhankelijk van het type landschap, kunnen er in gebieden met een hoge graasdruk doorn- en stekelstruwelen ontstaan. Veel jonge bomen (van soorten die belangrijk zijn voor bosontwikkeling) overleven hun eerste levensjaar hier meestal niet; ze worden opgegeten of vertrapt door (grote) grazers. Struiksoorten met doorns of stekels kunnen in dit soort milieus vaak wel overleven en mettertijd gaan domineren. Dit komt hoofdzakelijk doordat doorns en stekels een mechanische afweer tegen grazers vormen. Graslanden en ruigten kunnen door de voornoemde ontwikkeling van doorn- en stekelstruiksoorten overgaan in doorn- en stekelstruwelen. De successie kan verder gaan wanneer deze struwelen dicht gaan groeien, waardoor ze onbereikbaar zullen worden voor grazers. Hierdoor kunnen plekken ontstaan waar hoog opgaande boomsoorten wel kunnen opgroeien. Tevens kunnen er dan ook standplaatsen gevormd worden voor de boomsoorten met een hogere schaduwtolerantie. Gaandeweg kunnen de doorn- en stekelstruiken de concurrentiestrijd gaan verliezen van de intredende bomen; het struweel verandert dan langzaam in bos.

## Struweel als mantelvegetatie

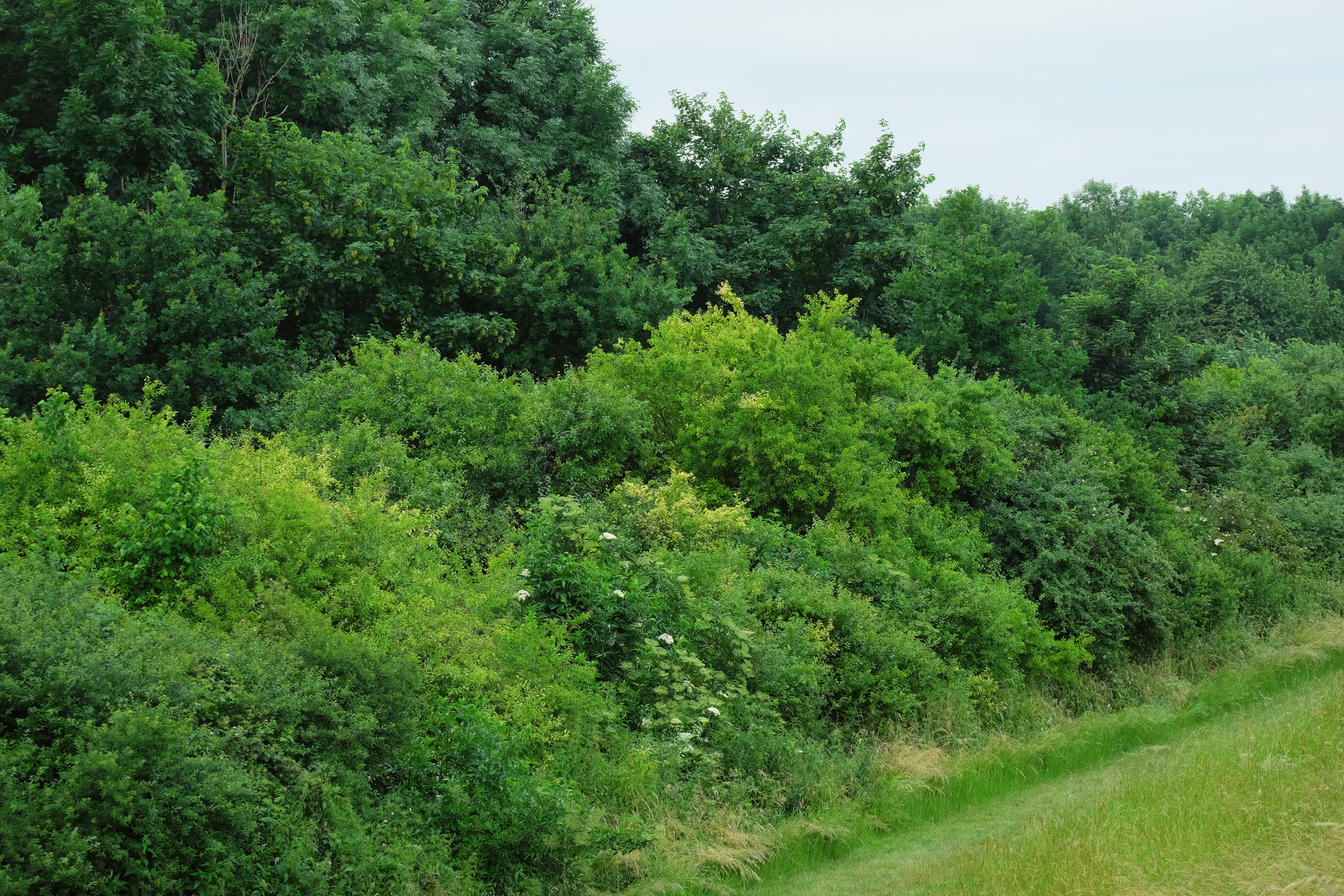
Een doornstruweel als mantelvegetatie langs een voedselrijk loofbos.

In bosranden kunnen struwelen voorkomen als de mantelvegetatie van een bos. De mantel is het deel van een bosrand dat wordt gedomineerd door struiken. Een mantel bestaat uit een min of meer lintvormig struweel dat direct langs een bos groeit. Gemiddeld genomen is de mantel 2–20 m breed.
In natuurlandschappen komt bij natuurlijke bossen dikwijls goed ontwikkelde mantelvegetatie voor die enkele tientallen meters breed kunnen zijn. Ook in halfnatuurlijke landschappen en cultuurlandschappen komen struwelen als mantelbegroeiingen langs bossen voor; deze zijn vaak maar enkele meters breed. Aan de zijde met het open terrein heeft zich meestal direct naast de mantel een zoom ontwikkeld. De zoomvegetatie wordt gedomineerd door middelhoog en/of hoog opschietende kruiden. De zoom vormt de overgang tussen de mantel en het aanliggende open terrein, bijvoorbeeld grasland.

## Struweel in halfnatuurlijk landschap en cultuurlandschap
Struwelen komen ook voor in halfnatuurlijke landschappen en cultuurlandschappen. Hier zijn de milieufactoren die in het natuurlandschap verantwoordelijk zouden zijn voor het (voort)bestaan van een struweel niet meer op een (geheel) natuurlijke wijze van kracht. De natuurlijke factoren zijn dikwijls vervangen door antropogene ingrepen: natuur- en landschapsbeheer.

### Struweelhagen

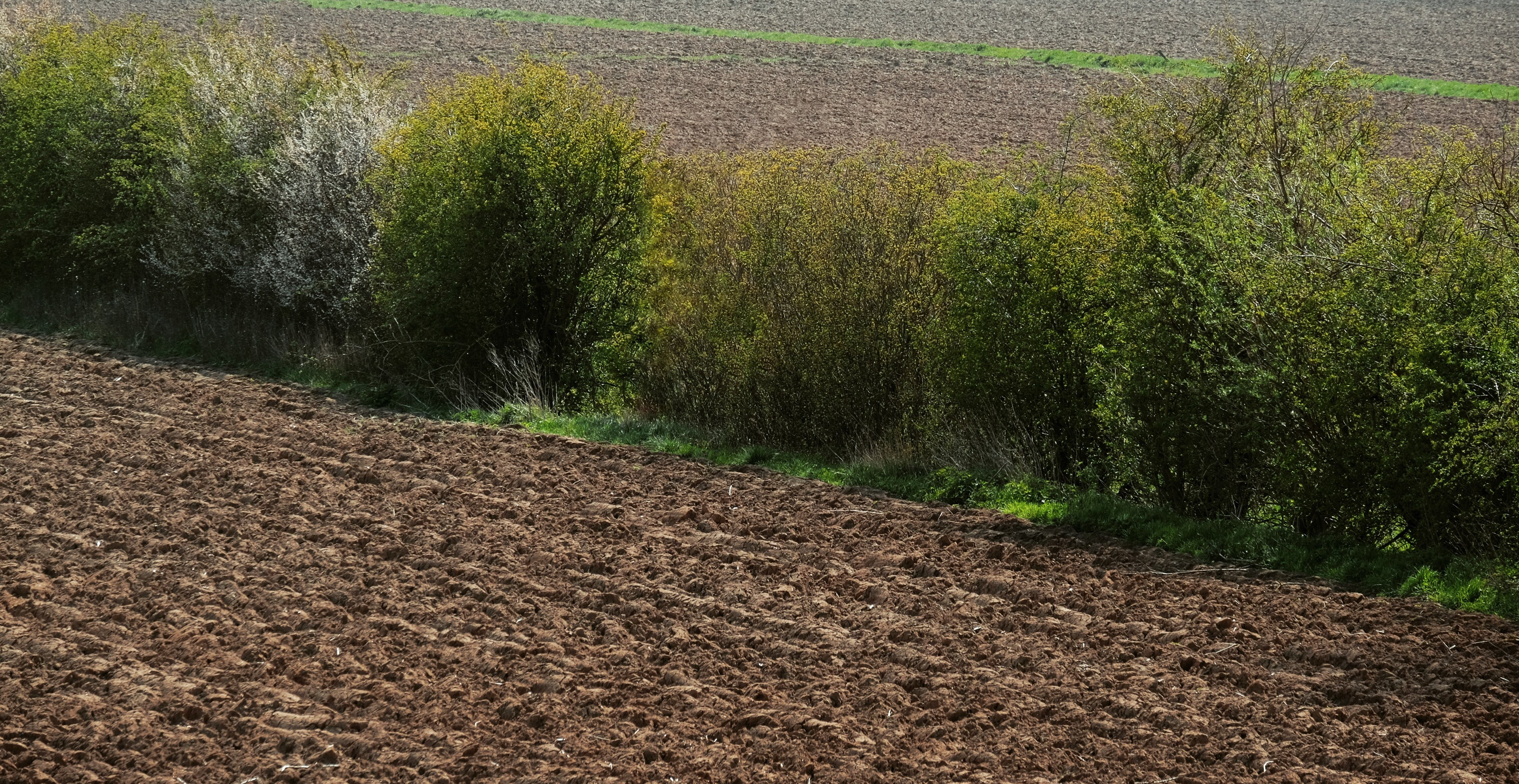
Een struweelhaag als perceelscheiding voor akkerlanden op rivierklei.

Als lijnvormig landschapselement komen struwelen veelvuldig voor als struweelhagen in halfnatuurlijke landschappen en cultuurlandschappen. Van oudsher groeide struweelhagen vaak als lijnvormige doorn- en stekelstruwelen op landweren. Tevens komen ze dikwijls voor als perceelscheidingen in landbouwgebieden. Vergelijkbare landschapselementen zijn houtsingels, houtwallen en vlechtheggen.

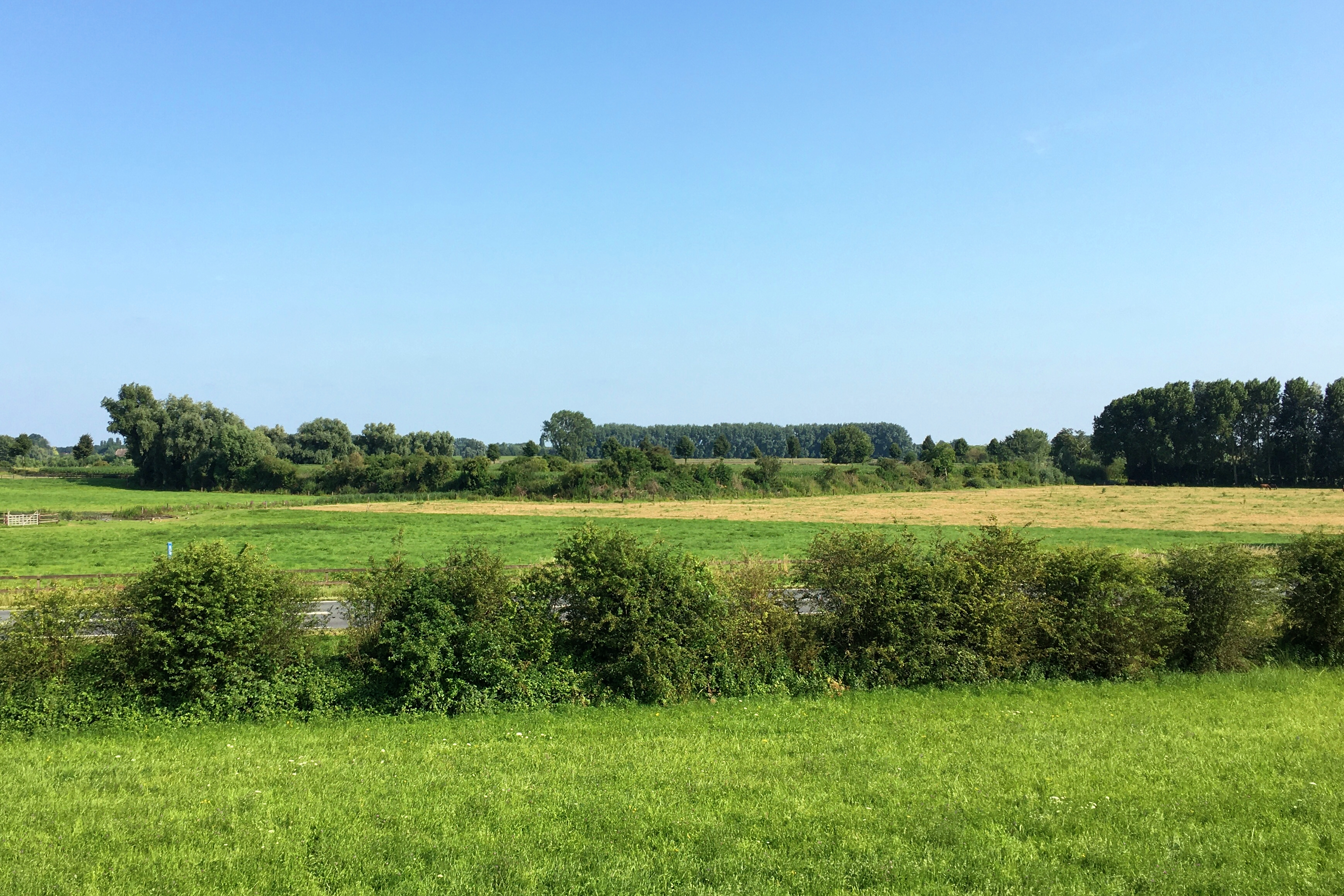
Cultuurlandschap met onder andere struweelhagen en houtsingels.

In de onderstaande lijst staan soorten struweelstruiken die vaak voorkomen in struweelhagen in Nederland en Vlaanderen. In het bijzonder gaat het vaak om struiksoorten uit de rozenfamilie (Rosaceae).
- eenstijlige meidoorn (Crataegus monogyna)
- sleedoorn (Prunus spinosa)
- gewone vogelkers (Prunus padus)
- bramen (Rubus spp.)
- rozen (Rosa spp.)
- wilde lijsterbes (Sorbus aucuparia)
- gewone vlier (Sambucus nigra)
- Gelderse roos (Viburnum opulus)
- wilde liguster (Ligustrum vulgare)
- wegedoorn (Rhamus cathartica)
- sporkehout (Frangula alnus)
- rode kornoelje (Cornus sanguineus)
- hazelaar (Corylus avellana)
- boswilg (Salix caprea)
- Spaanse aak (Acer campestre)

## Faunistisch belang

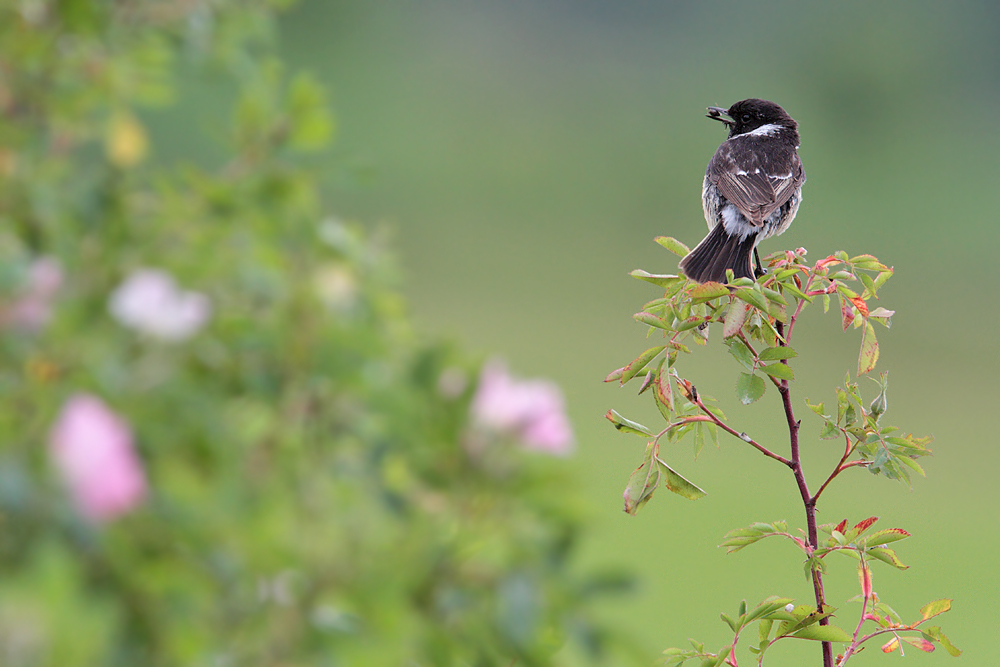
Een roodborsttapuit (Saxicola rubicola), foeragerend in een stekelstruweel.

Struwelen zijn zeer belangrijke habitats van vele diersoorten. In Nederland en België zijn struwelen vooral van groot belang voor zangvogels, kleine zoogdieren, reptielen en geleedpotigen. De vegetatiestructuur en de fytomorfologische eigenschappen van de struiksoorten bieden doorgaans veel beschutting en bescherming; dit creëert schuilplaatsen en zorgt voor nestgelegenheid. Daarnaast bieden de struwelen die in Nederland en Vlaanderen voorkomen vaak veel voedsel; het merendeel van de typische struweelstruiksoorten produceert namelijk bessen of steenvruchten. In halfnatuurlijke landschappen en cultuurlandschappen zijn struwelen extra belangrijk voor de biodiversiteit.

## Struweeltypologieën
Struwelen komen als verschillende vegetatietypen op Aarde voor. Net als bij bosformaties worden struweelformaties op basis van hun fysiognomie vaak (primair) onderverdeeld in loofstruwelen en naaldstruwelen. Er worden verscheidene classificatiesystemen gebruikt om struwelen systematisch in te kunnen delen in verschillende struweeltypen, op allerlei schaalniveaus. Hieronder worden twee indelingen van struweeltypen beschreven: een globale hoofdindeling op wereldniveau (volgens de WWF-biomen) en een gedetailleerdere, syntaxonomische indeling van struwelen in Nederland en Vlaanderen.

### Struweeltypen van de WWF-biomen
Een bekende en wereldwijd toegepaste hoofdindeling van struweeltypen is die volgens de WWF-biomen; dit classificatiesysteem is ontwikkeld door het World Wide Fund for Nature (WWF). Deze ruim genomen hoofdindeling verdeelt het landoppervlak op Aarde in veertien biomen. Vijf van de veertien WWF-biomen uit dit classificatiesysteem (nummer 07, 08, 10, 12 en 13) bevatten een eigen hoofdgroep met struweeltypen die binnen het desbetreffende bioom voorkomen. WWF-biomen worden verder opgedeeld in verschillende ecoregio's, waarvan enkelen zeer bijzondere struweeltypen behelzen met een zeer hoge natuurwaarde.
WWF-bioom 07- Tropisch of subtropisch grasland, savanne of struweelStruwelen van de ecoregio's uit het WWF-bioom van tropisch of subtropisch grasland, savanne of struweel komen voor in tropische en subtropische gebieden waar niet genoeg water voor de vegetatie beschikbaar is om de successie te kunnen voltooien tot bos. Het betreft vooral open struwelen. Enkele ecoregio's uit dit bioom, die onder andere vertegenwoordigd worden door struweeltypen met een hoge natuurwaarde, zijn het bosveld van Zuidelijk Afrika, de Cerrado en de Gran Sabana.

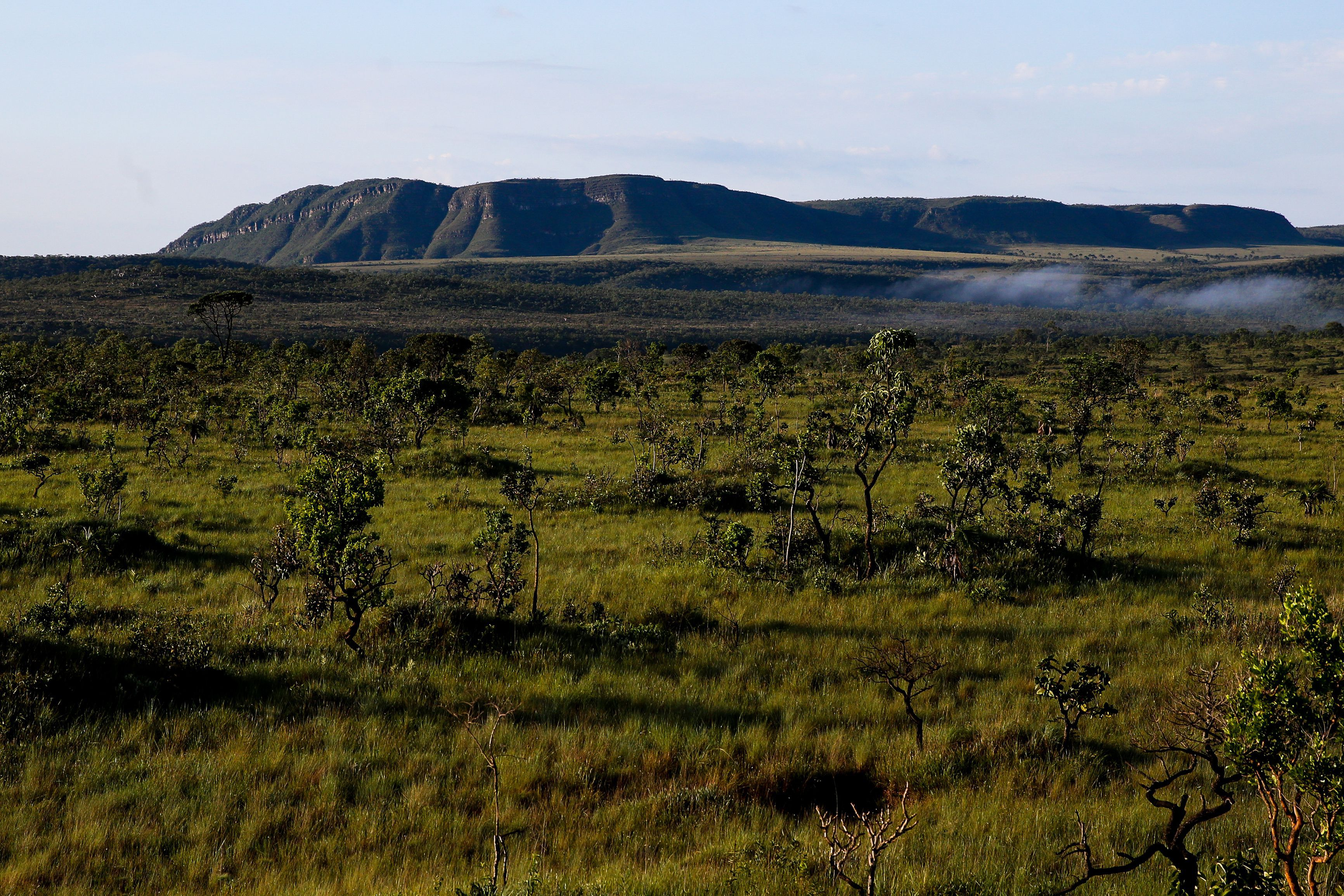
Uitzicht op een struweel van het WWF-bioom van tropisch of subtropisch grasland, savanne of struweel in de Cerrado (Brazilië).

WWF-bioom 08- Gematigd grasland, savanne of struweelDe struwelen van de ecoregio's uit het WWF-bioom van gematigd grasland, savanne of struweel komen voor in gebieden met een gematigd klimaat. Dikwijls worden de struweeltypen binnen dit bioom bedoeld die zich ontwikkelen in de vochtigere delen van gebieden met een steppeklimaat. Hierin moet er genoeg water beschikbaar zijn voor de vegetatie om een goede struiklaag te kunnen ontwikkelen. Dwergstruwelen (struwelen gedomineerd door dwergstruiken) komen veel voor in dit bioom. Een voorbeeld van een ecoregio uit dit bioom is de Daurische Bossteppe. 

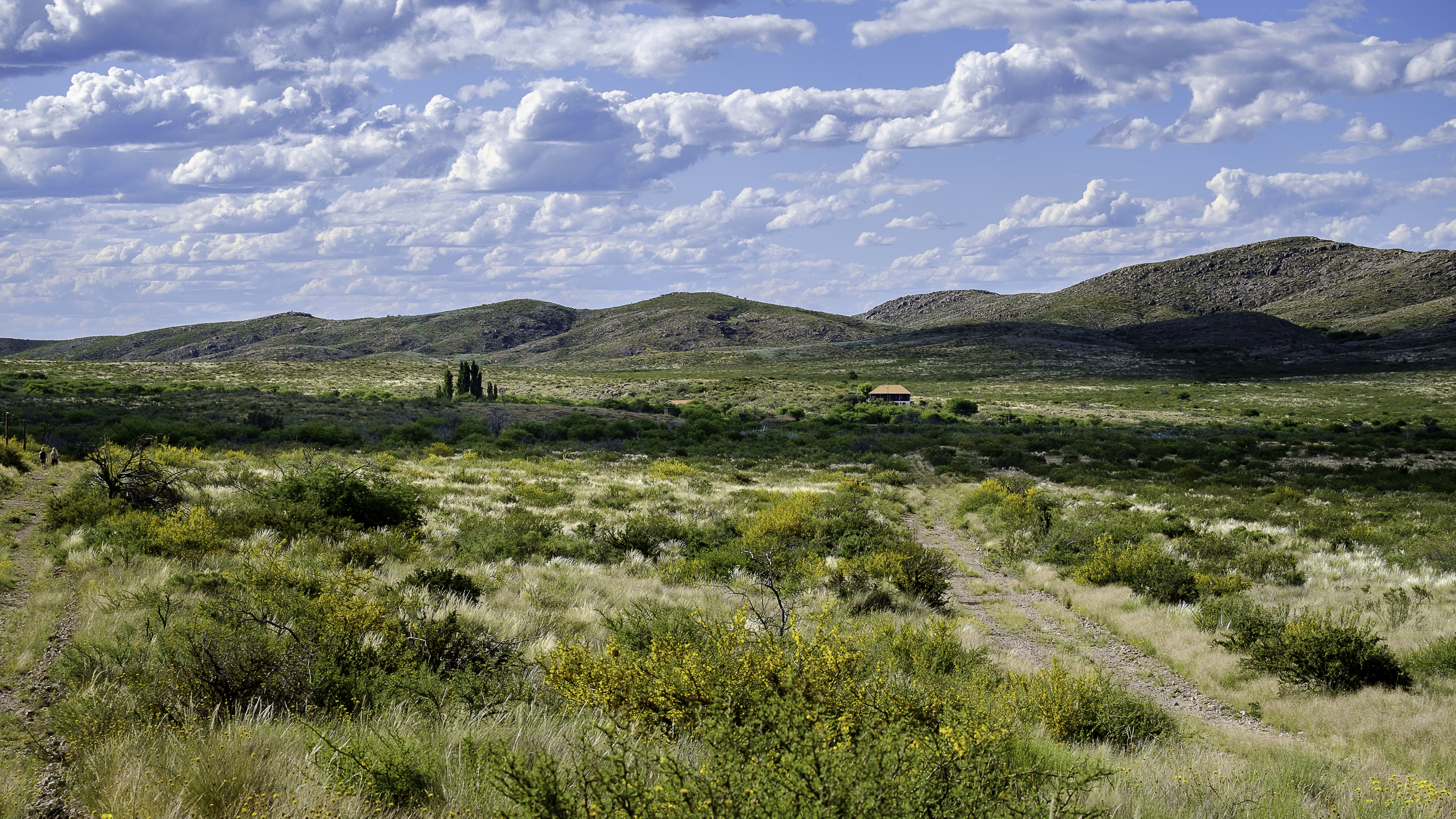
Dwergstruweel van het WWF-bioom van gematigd grasland, savanne of struweel in nationaal park Lihué Calel (Argentinië).

WWF-bioom 10- Berggraslanden en -struwelenBergstruwelen van de ecoregio's uit het WWF-bioom van berggraslanden en -struwelen komen voor in hooggebergten en hoogvlakten met een tropisch, subtropisch of gematigd klimaat. Vaak gaat het om relatief kleinere, geïsoleerde gebieden; hierdoor herbergen deze bergstruwelen vaak endemische taxa. Voorbeelden van bekende ecoregio's uit dit bioom, die bekend staan om hun unieke struweeltypen, zijn de Talamanca-páramo, het bosland en stuikgewas van Maputaland-Pondoland en het heideachtig struikgewas van Madagaskar.
WWF-bioom 12- Mediterrane bossen, bosland en struwelenDe mediterrane struwelen van de ecoregio's uit het WWF-bioom van mediterrane bossen, bosland en struwelen komen voor in gebieden met een mediterraan klimaat. Dit WWF-bioom kent een rijke diversiteit aan verschillende typen struweelgemeenschappen, die meestal bestaan uit sclerofylle vegetatie. Binnen de ecoregio's van dit bioom worden veel struweeltypen onderscheiden, waaronder maquis, garrigue, chaparral, fynbos en kwongan. Een bekende ecoregio die hoofdzakelijk bestaat uit fynbosstruweel is het zuurveldstruikgewas. 

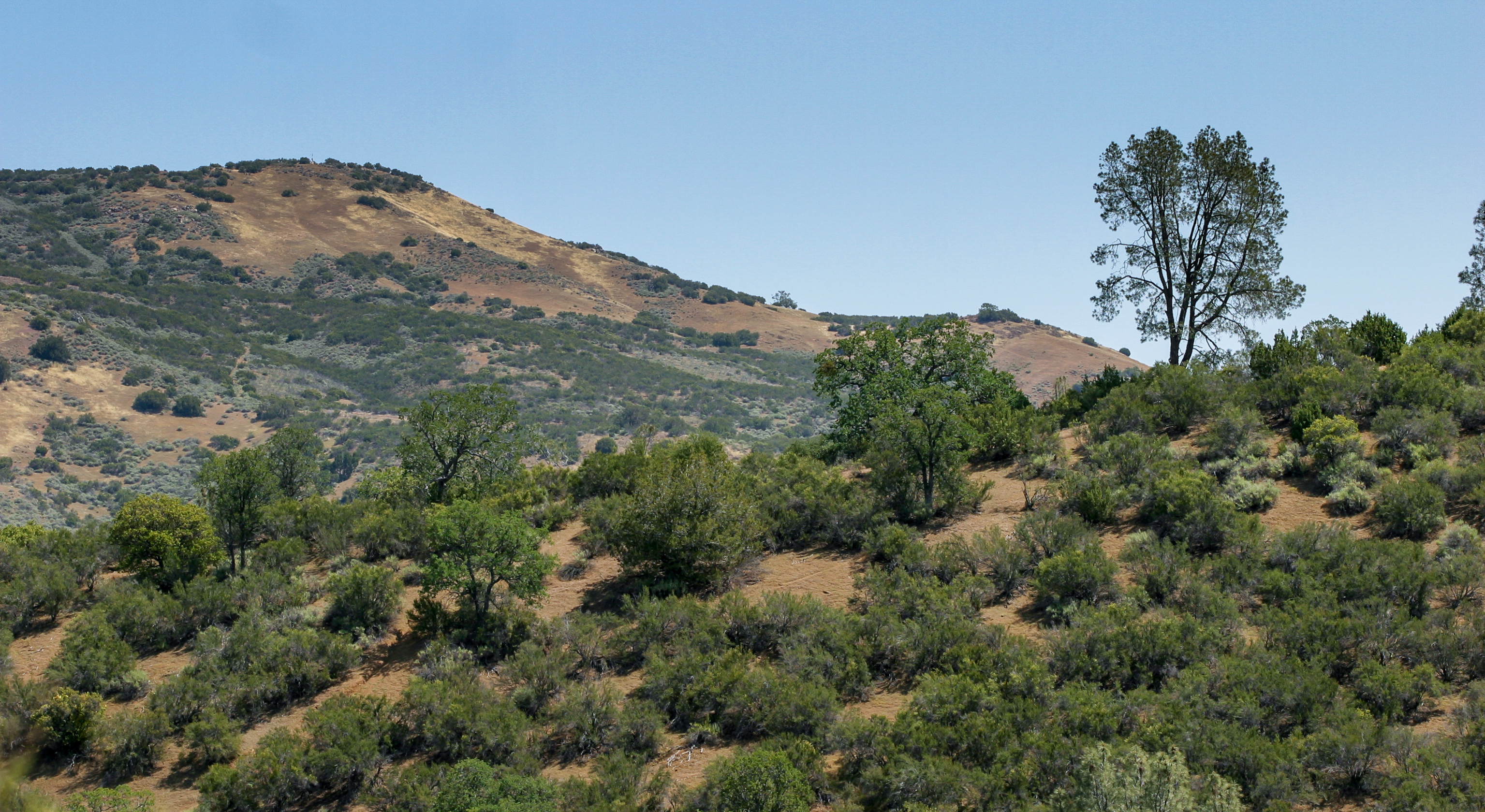
Een mediterraan struweel van het WWF-bioom van mediterrane bossen, bosland en struwelen in Californië (Verenigde Staten).

WWF-bioom 13- Woestijnen en droge struwelenStruwelen van de ecoregio's uit het WWF-bioom van woestijnen en droge struwelen komen voor in gebieden met een woestijnklimaat. De meeste struiksoorten uit deze struwelen hebben zeer lange penwortels; dit is nodig om het diepgelegen grondwater te kunnen bereiken. De droge struwelen uit dit bioom bevatten vaak bijzonder veel succulenten. Een voorbeeld van een zeer waardevolle en bijzondere ecoregio uit dit bioom, dat tevens een specifiek struweeltype impliceert, is het doornstruweel van Madagaskar. Van alle plantensoorten die voorkomen in het doornstruweel van Madagaskar is 95% endemisch voor deze ecoregio. Een ander voorbeeld van een ecoregio uit dit bioom is de Sonorawoestijn, waar bijzondere struwelen voorkomen waarin de cactusfamilie (Cactaceae) zeer aspectbepalend kan zijn.

### Struweelgemeenschappen in Nederland en Vlaanderen
Binnen de Nederlandse vegetatiekunde worden de struwelen die in Nederland en Vlaanderen voorkomen meestal ingedeeld op grond van een syntaxonomische beschouwing. In de onderstaande lijst staat een indeling van de struweelgemeenschappen die in Nederland en Vlaanderen voorkomen; deze zijn geclassificeerd volgens de laatstgenoemde beschouwing.

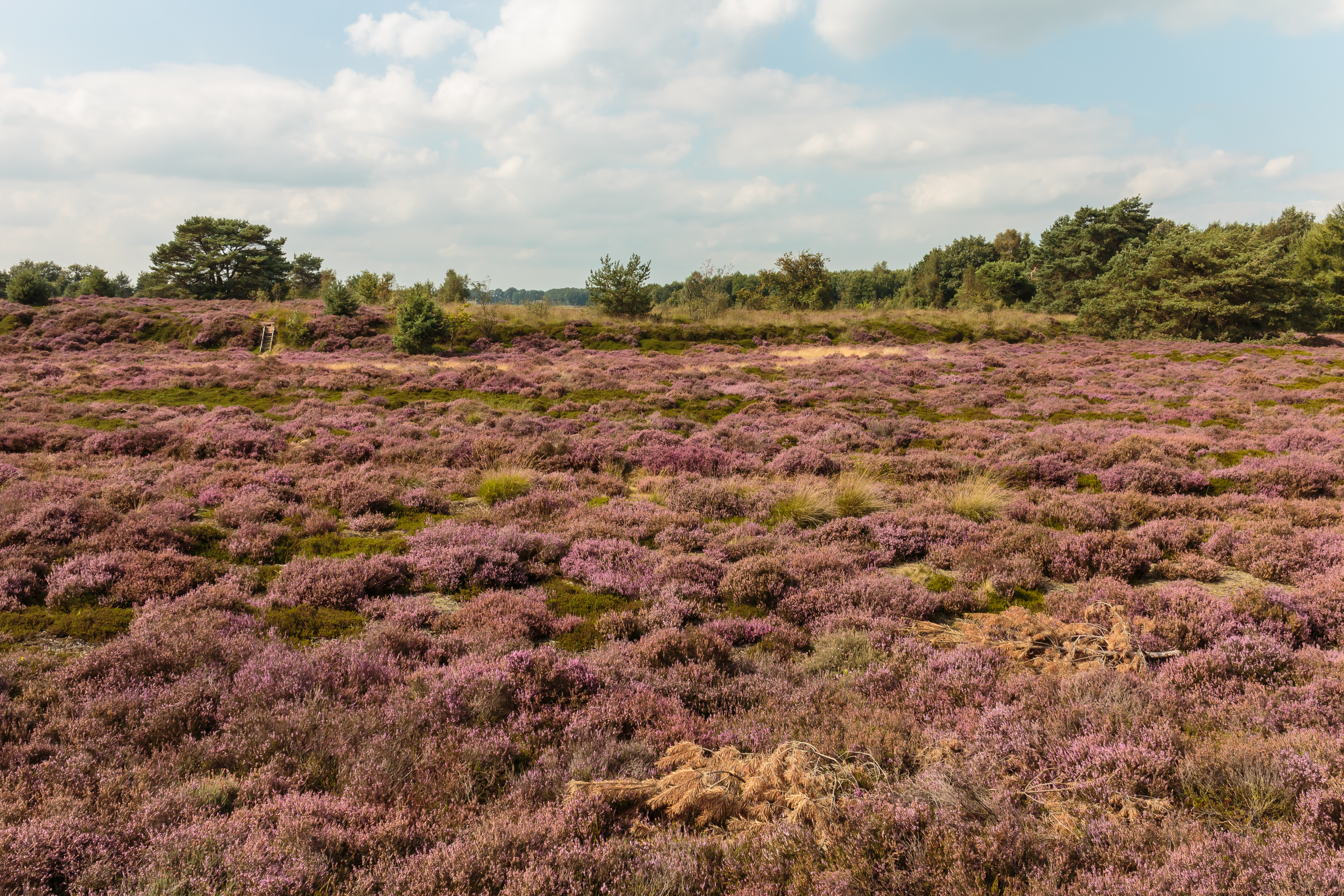
Dwergstruweel van de associatie van struikhei en stekelbrem (Genisto anglicae-Callunetum) in de Schaopedobbe (Nederland)

- Dwergstruwelen uit de klasse van hoogveenbulten en natte heiden (Oxycocco-Sphagnetea)
  - dwergstruwelen uit de dophei-orde (Ericetalia tetralicis)
    - dwergstruwelen uit het dophei-verbond (Ericion tetralicis)
      - associatie van gewone dophei (Ericetum tetralicis)
      - associatie van kraaihei en gewone dophei (Empetro-ericetum)

  - rompgemeenschap van wilde gagel en pijpenstrootje (RG Myrica gale-Molinia caerulea-[Franguletea/Oxycocco-Sphagnetea])

- Dwergstruwelen uit de klasse van droge heiden (Calluno-Ulicetea)
  - dwergstruwelen uit de struikhei-orde (Calluno-Ulicetalia)
    - dwergstruwelen uit het verbond van struikhei en kruipbrem (Calluno-Genistion)
      - associatie van struikhei en stekelbrem (Genisto anglicae-Callunetum)
      - associatie van struikhei en bosbes (Vaccinio-Callunetum)

    - dwergstruwelen uit het kraaihei-verbond (Empetrion nigri)
      - associatie van zandzegge en kraaihei (Carici arenariae-Empetretum)
      - associatie van eikvaren en kraaihei (Polypodio-Empetretum)
      - associatie van kruipwilg en kraaihei (Salici repentis-Empetretum)

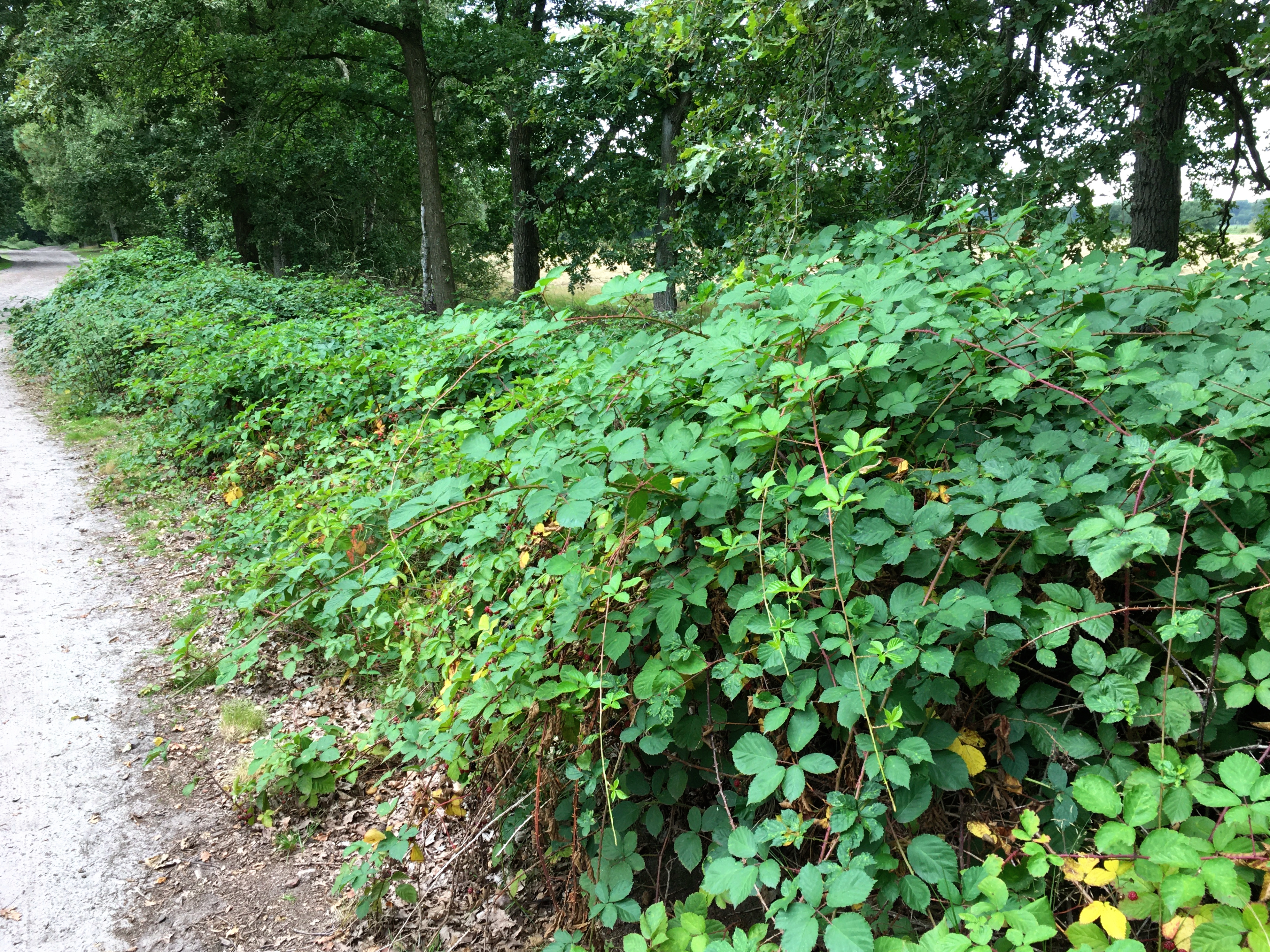
Lintvormig braamstruweel uit de brummel-klasse (Lonicero-Rubetea plicati), op de Regte Heide (Nederland)

- Braamstruwelen uit de brummel-klasse (Lonicero-Rubetea plicati)
  - braamstruwelen uit de brummel-orde (Rubetalia plicati)
    - braamstruwelen uit het brummel-verbond (Lonicero-Rubion)
      - associatie van zoete haarbraam (Rubetum grati)
      - associatie van grote wederik en viltige roggebraam (Lysimachio-Rubetum ammobii)
      - associatie van donkere pluimbraam (Rubetum silvatici)
      - associatie van smeulende kambraam (Rubetum taxandriae)

  - rompgemeenschap met geplooide stokbraam (RG Rubus plicatus-[Lonicero-Rubetea plicati])

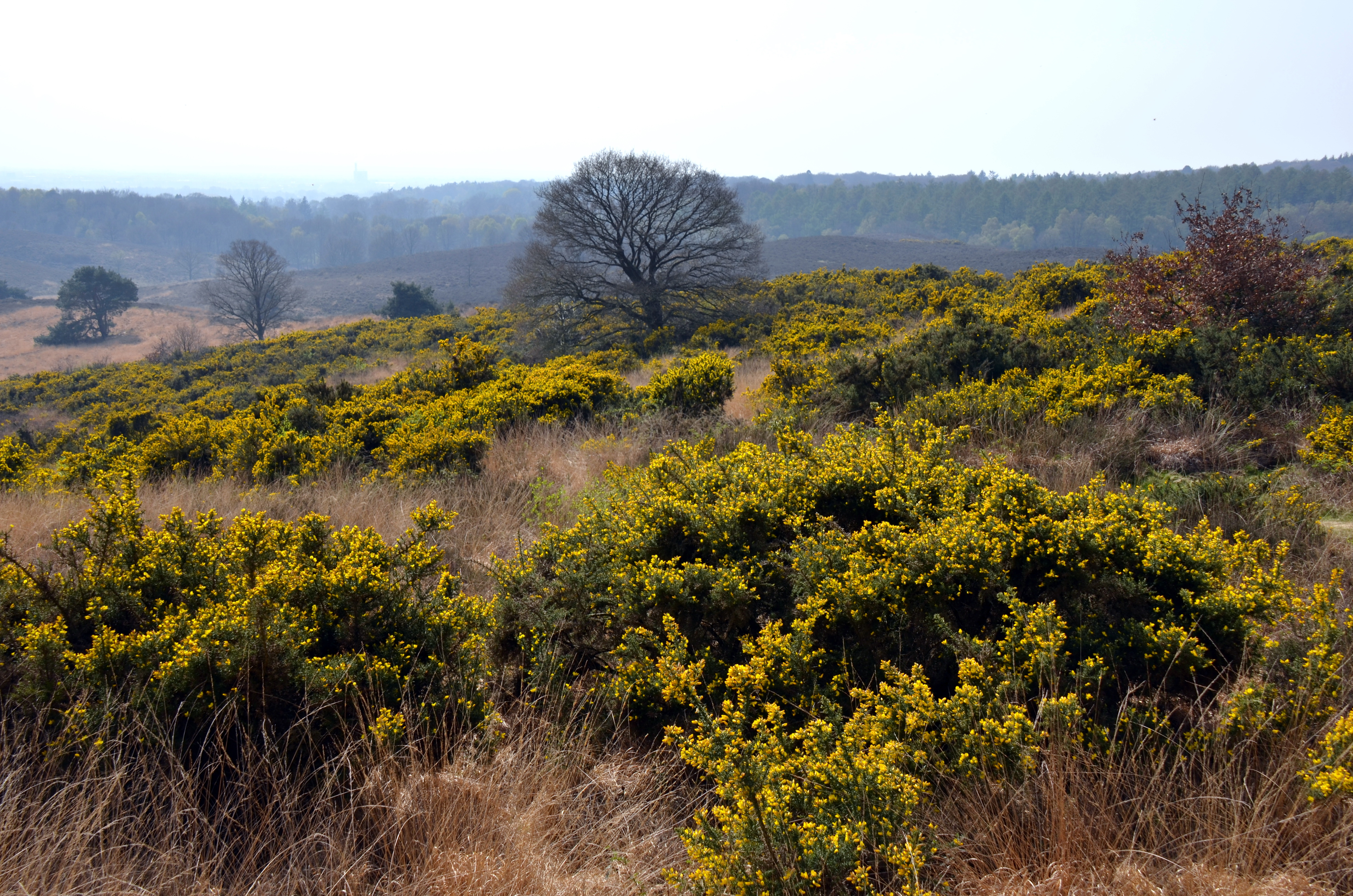
Een gaspeldoornstruweel uit de klasse van brem- en gaspeldoornstruwelen (Cytisetea scopario-striati) in Rheden (Nederland)

- Retamoïdenstruwelen uit de klasse van brem- en gaspeldoornstruwelen (Cytisetea scopario-striati)
  - struwelen uit de brem-orde (Cytisetalia scopario-striati)
    - struwelen uit het verbond van gaspeldoorn en koebraam (Ulici europaei-Cytision striati)
      - associatie van gaspeldoorn en sporkehout (Frangulo alni-Ulicetum europaei)
      - associatie van gaspeldoorn en eenstijlige meidoorn (Rubo ulmifolii-Ulicetum europaei)

    - struwelen uit het brem-verbond (Ulici europaei-Sarothamnion scoparii)
      - associatie van brem en geplooide stokbraam (Rubo plicati-Sarothamnion scoparii)
      - associatie van brem en eenstijlige meidoorn (Crataego monogynae-Cytisetum scoparii)

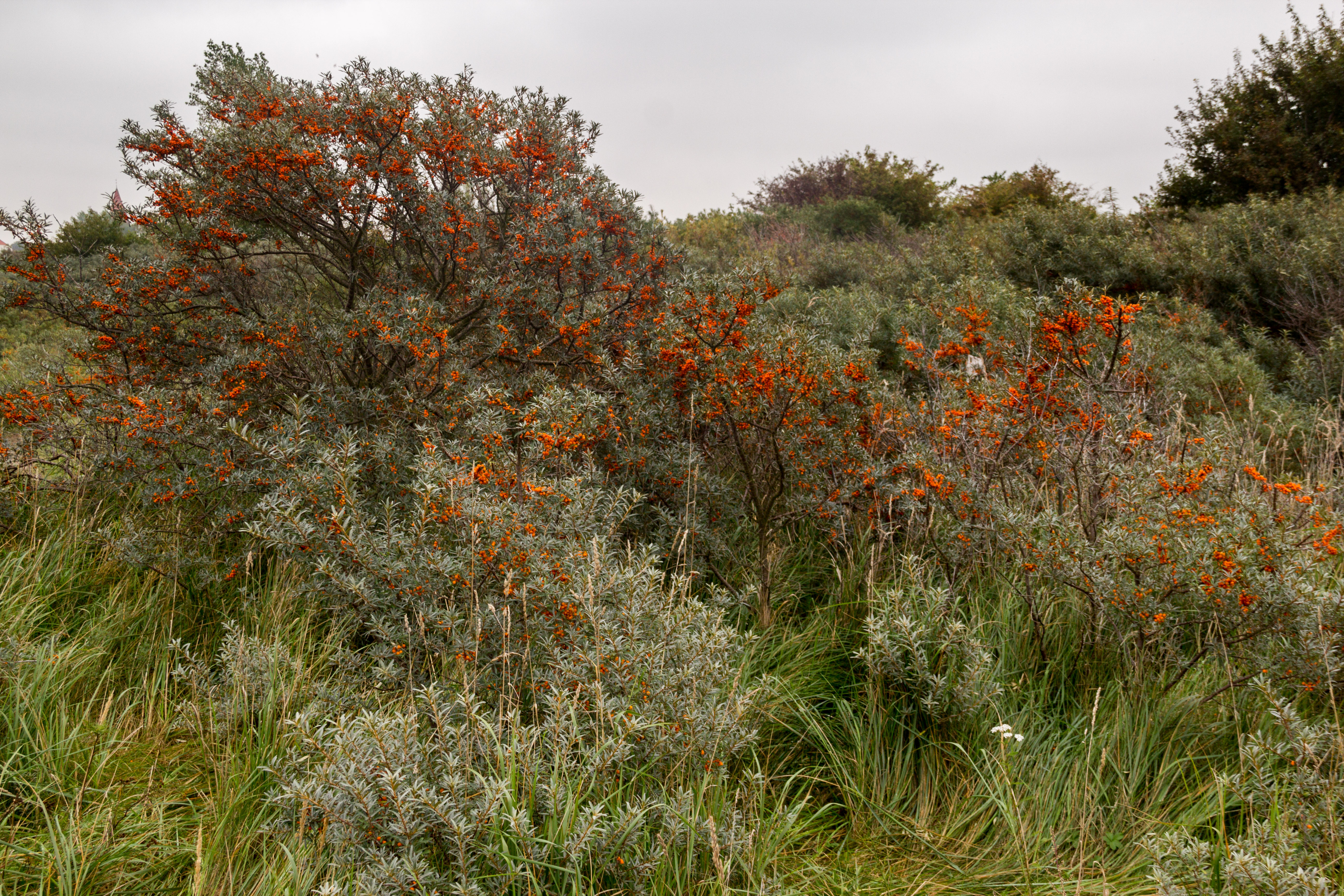
Struweel uit de klasse van kruipwilg- en duindoornstruwelen (Salicetea arenariae) in Fischland-Darß-Zingst (Duitsland)

- Kuststruwelen uit de klasse van kruipwilg- en duindoornstruwelen (Salicetea arenariae)
  - kruipwilg-orde (Salicetalia arenariae)
    - struwelen uit het kruipwilg-verbond (Salicion arenariae)
      - associatie van duindoorn en kruipwilg (Hippophao-Salicetum arenariae)
      - associatie van wintergroen en kruipwilg (Pyrolo rotundifoliae-Hippophaetum)

    - struwelen uit het verbond van liguster en duindoorn (Ligustro-Hippophaion rhamnoidis)
      - associatie van duindoorn en liguster (Hippophao-Ligustretum vulgaris)
      - duinroos-associatie (Rosetum spinosissimae)

  - derivaatgemeenschap van rimpelroos (DG Rosa rugosa-[Salicetea arenariae])
  - rompgemeenschap van wilde liguster (RG Ligustrum vulgare-[Salicetea arenariae])

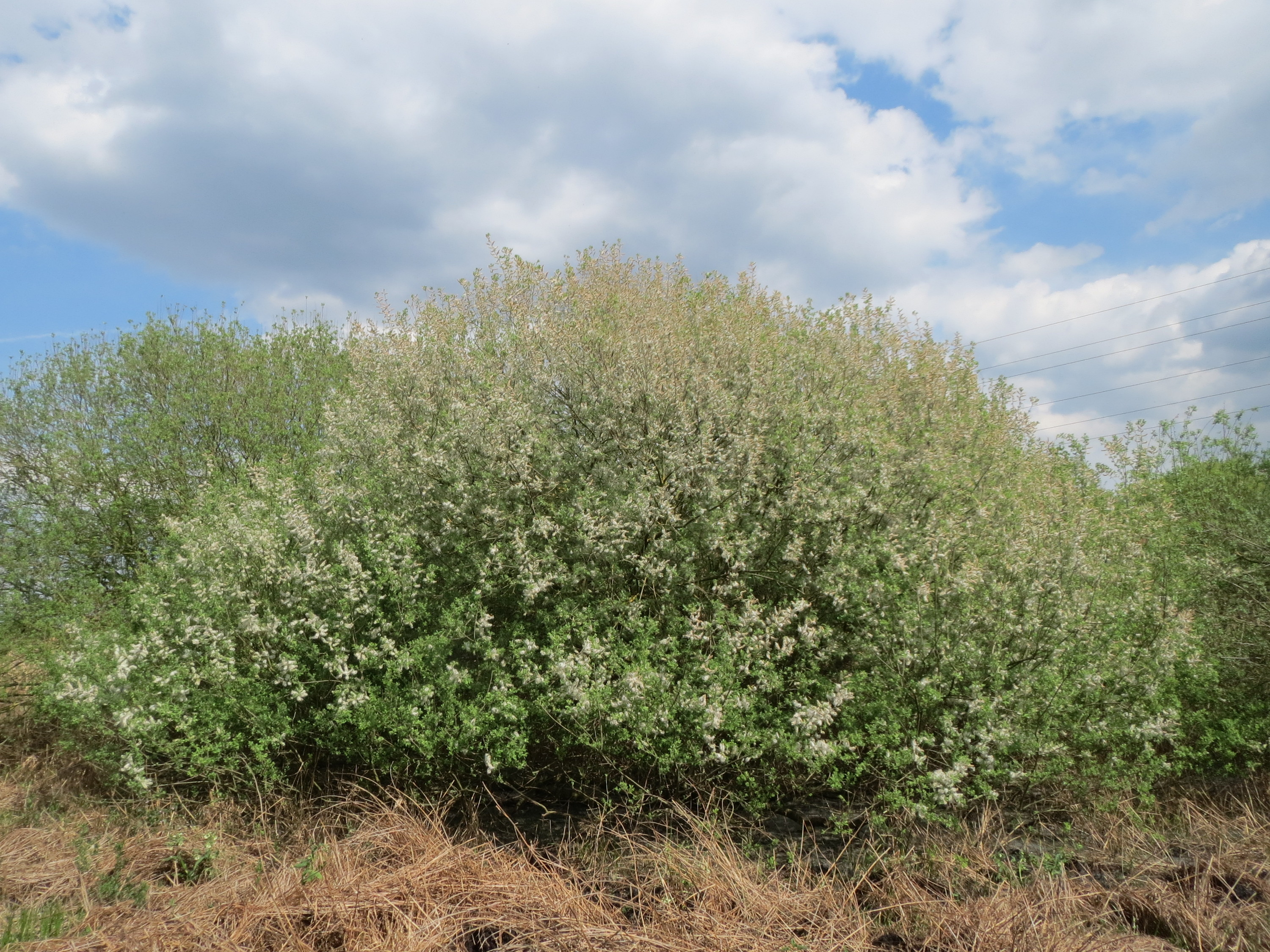
Een wilgenbroekstruweel uit de klasse van wilgenbroekstruwelen (Franguletea) in Rhein-Neckar-Kreis (Duitsland)

- Broekstruwelen uit de klasse van wilgenbroekstruwelen (Franguletea)
  - orde van wilgenbroekstruwelen (Salicetalia auritae)
    - struwelen uit het verbond van wilgenbroekstruwelen (Salicion cinereae)
      - associatie van geoorde wilg (Salicetum auritae)
      - associatie van grauwe wilg (Salicetum cinereae)
      - rompgemeenschap van wilde gagel en hennegras (RG Myrica gale-Calamagrostis canescens-[Salicon cinerea/Caricion nigrae])

  - rompgemeenschap van wilde gagel en pijpenstrootje (RG Myrica gale-Molinia caerulea-[Franguletea/Oxycocco-Sphagnetea])
  - rompgemeenschap van sporkehout (RG Frangula alnus-[Franguletea])

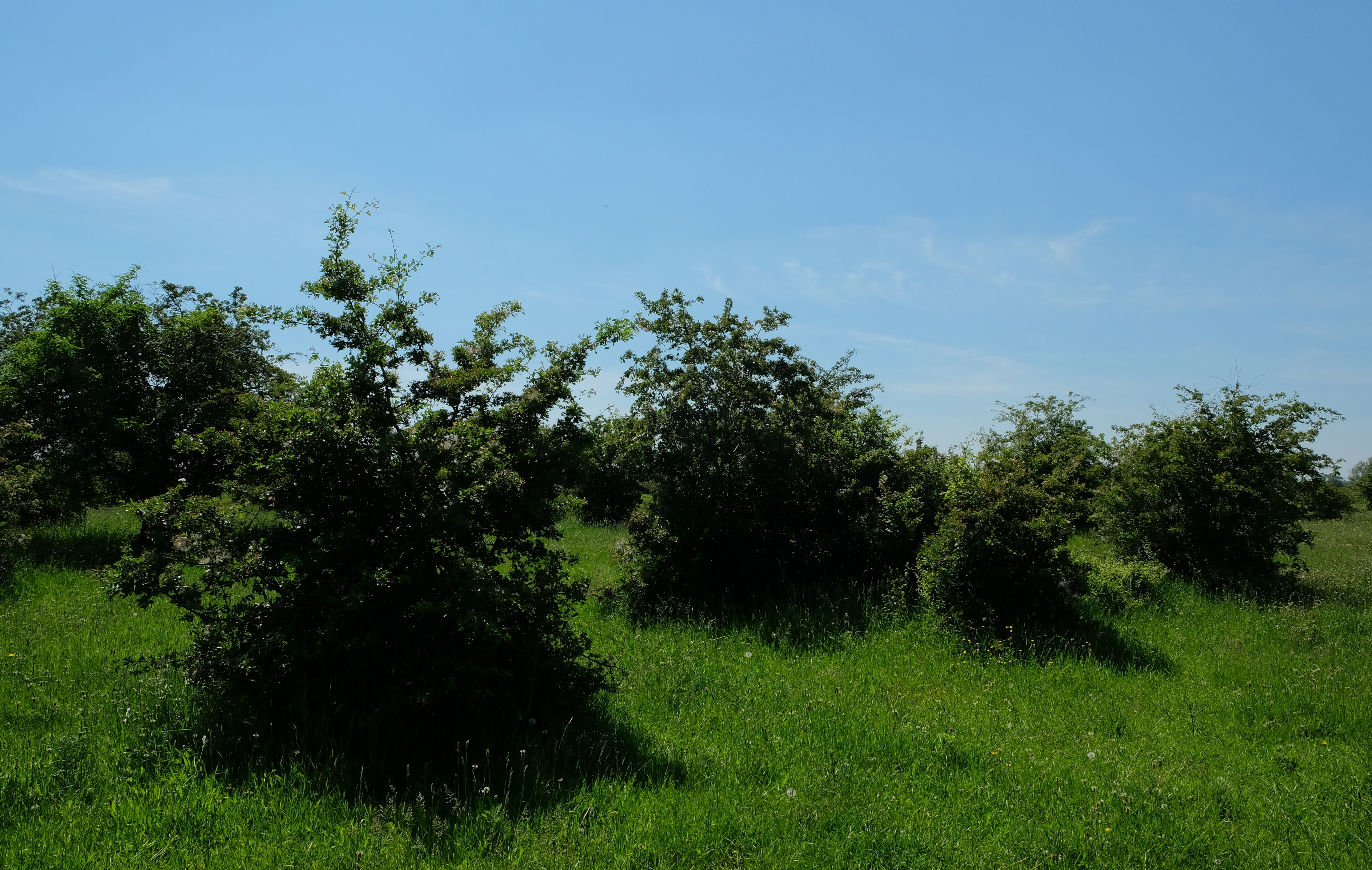
Een doornstruweel uit de klasse van doornstruwelen (Rhamno-Prunetea) in de Gendtse Waard (Nederland)

- Loofstruwelen uit de klasse van doornstruwelen (Rhamno-Prunetea)
  - struwelen uit de sleedoorn-orde (Prunetalia spinosae)
    - verbond van sleedoorn en bramen (Pruno-Rubion sprengelii)
      - associatie van rode kornoelje en fraaie kambraam (Corno sanguineae-Rubetum vestiti)
      - associatie van sleedoorn en rode grondbraam (Pruno spinosae-Rubetum sprengelii)
      - associatie van egelantier en gedraaide koepelbraam (Roso rubiginosae-Rubetum affinis)

    - struwelen uit het verbond van sleedoorn en meidoorn (Carpino-Prunion)
      - associatie van sleedoorn en eenstijlige meidoorn (Pruno-Crataegetum)
      - associatie van hondsroos en jeneverbes (Roso-Juniperetum)

    - struwelen uit het liguster-verbond (Berberidion vulgaris)
      - associatie van wegedoorn en eenstijlige meidoorn (Rhamno-Crataegetum)
      - associatie van rozen en liguster (Pruno spinosae-Ligustretum)
      - associatie van hazelaar en purperorchis (Orchio-Cornetum)
      - rompgemeenschap van wilde liguster (RG Ligustrum vulgare-[Berberidion vulgaris])
      - derivaatgemeenschap van rimpelroos (DG Rosa rugosa-[Berberidion vulgaris/Koelerio-Corynephoretea])

  - struwelen uit de trosvlier-orde (Sambucetalia racemosae)
    - struwelen uit het verbond van trosvlier en boswilg (Sambuco racemosae-Salicion capreae)
      - boswilg-associatie (Salicetum capreae)
      - associatie van duindoorn en vlier (Hippophao-Sambucetum)
      - associatie van duindoorn en liguster (Hippophao-Ligustretum)

    - struwelen uit het verbond van wijfjesvaren en framboos (Athyrio filicis-feminae-Rubion idaei)
      - associatie van schaduwkruiskruid en tere woudbraam (Senecioni ovati-Rubetum iuvenis)
      - associatie van trosvlier en ruwe raspbraam (Sambuco racemosae-Rubetum rudis)
      - associatie van sierlijke woudbraam (Rubetum pedemontani)

  - rompgemeenschap van dijkviltbraam (RG Rubus armeniacus-[Rhamno-Prunetea])

- Naaldstruwelen uit de klasse van naaldbossen (Vaccinio-Piceetea)
  - struwelen uit de orde van naaldbossen (Vaccinio-Piceetalia)
    - struwelen uit het verbond van naaldbossen (Dicrano-Pinion)
      - gaffeltandmos-jeneverbesstruweel (Dicrano-Juniperetum)

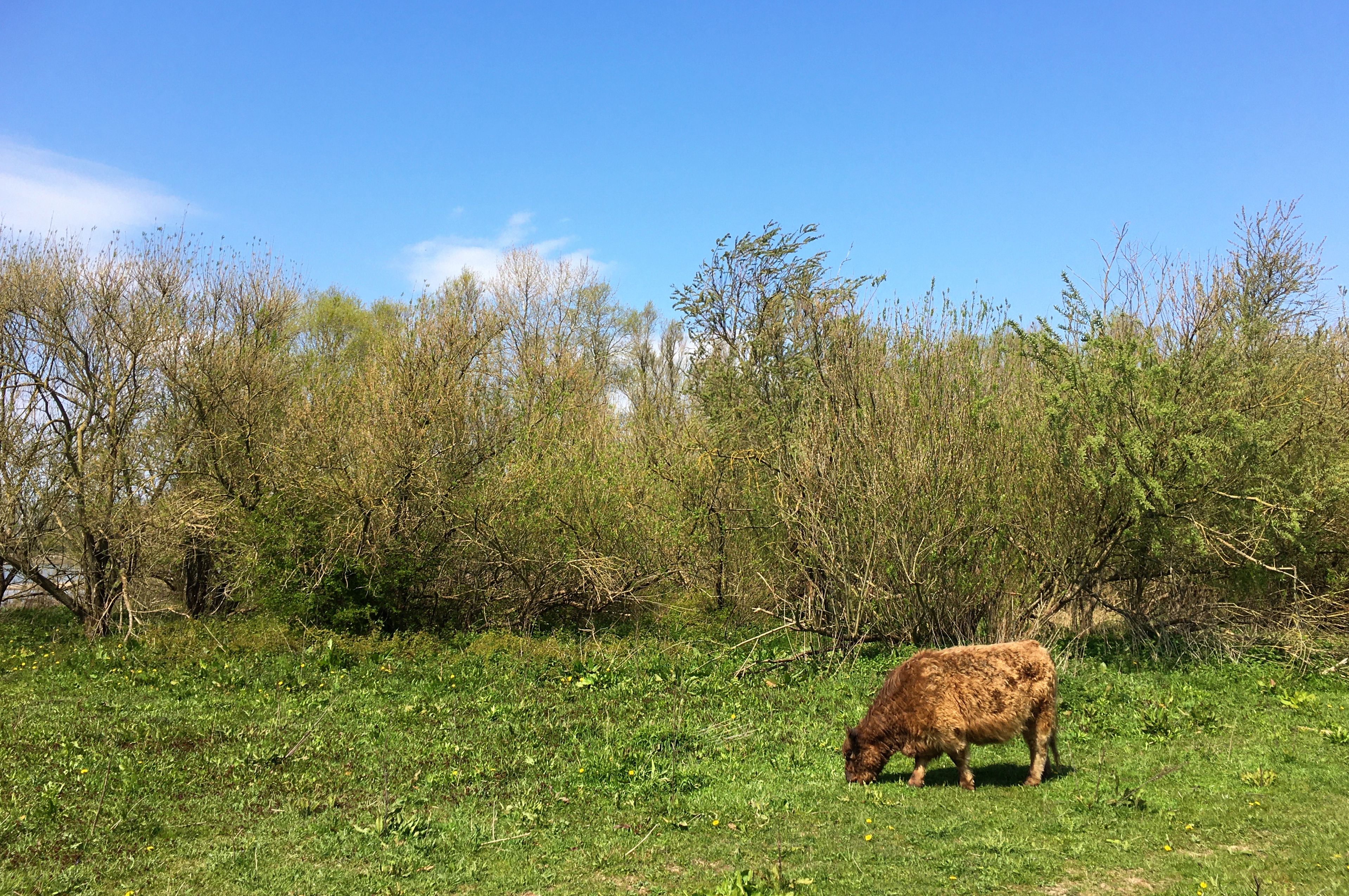
Wilgenvloedstruweel uit de klasse van wilgenvloedbossen en -struwelen (Salicetea purpureae) in de Gelderse Poort (Nederland)

- Vloedstruwelen uit de klasse van wilgenvloedbossen en -struwelen (Salicetea purpureae)
  - wilgenvloedstruweel van het veldkers-ooibos (Cardamino amarae-Salicetum albae)
  - wilgenvloedstruweel van het bijvoet-ooibos (Artemisio-Salicetum albae)

- Broekstruwelen uit de klasse van berkenbroekbossen (Vaccinio-Betuletea pubescentis)
  - broekstruwelen uit de orde van berkenbroekbossen (Vaccinio-Betuletalia pubescentis)
    - broekstruwelen uit het verbond van berkenbroekbossen (Betulion pubescentis)
      - rompgemeenschap van wilde gagel (RG Myrica gale-[Betulion pubescentis])

- Loofstruwelen uit de klasse van eiken- en beukenbossen op voedselrijke grond (Querco-Fagetea)
  - struwelen uit de orde van eiken- en beukenbossen op voedselrijke grond (Fagetalia sylvaticae)
    - struwelen uit het verbond van els en gewone vogelkers (Alno-Padion)
      - struweel van de associatie meidoorn-berkenbos (Crataego-Betuletum)

## Fotogalerij

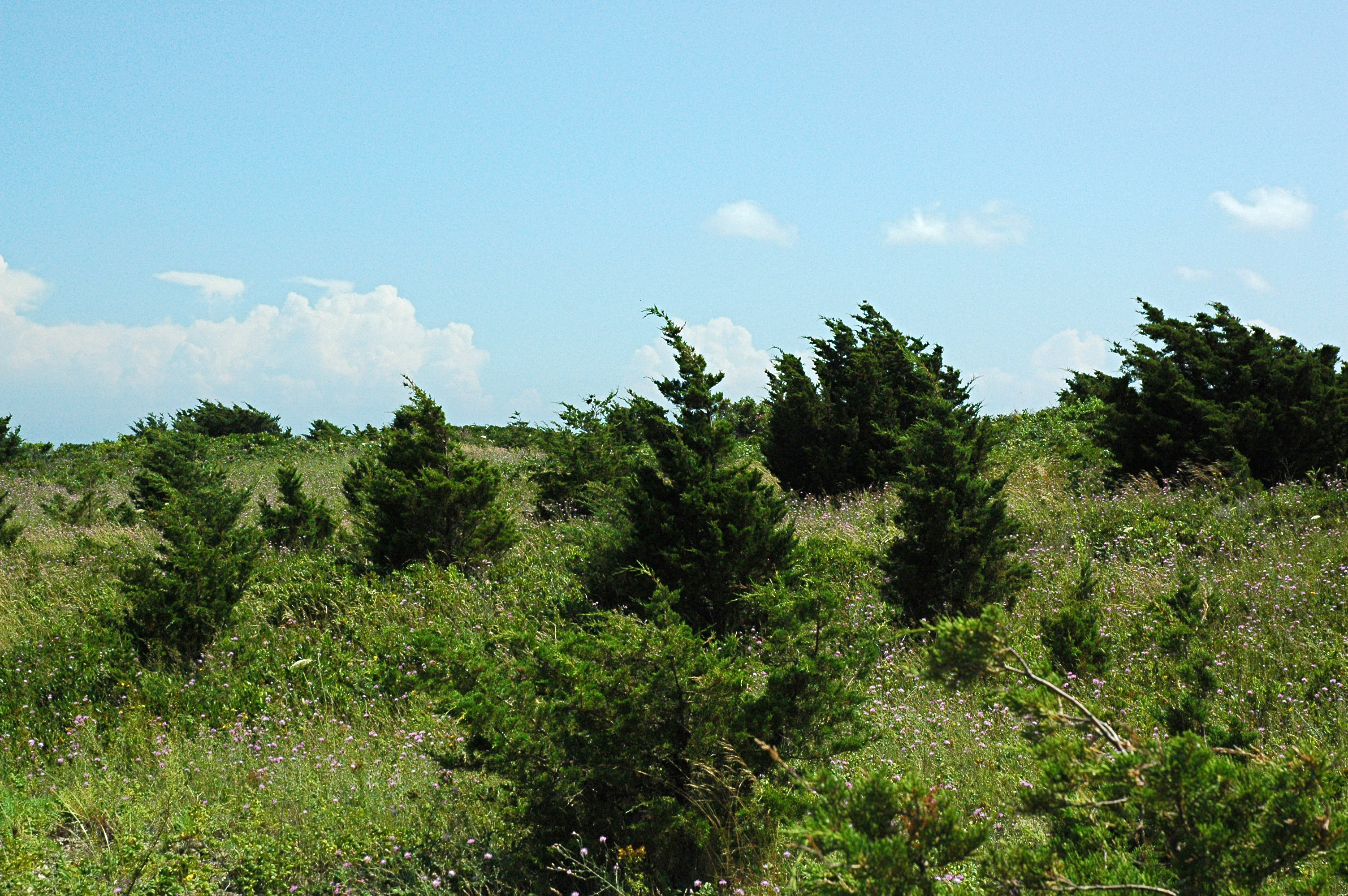
Jeneverbesstruweel in Massachusetts (Verenigde Staten)
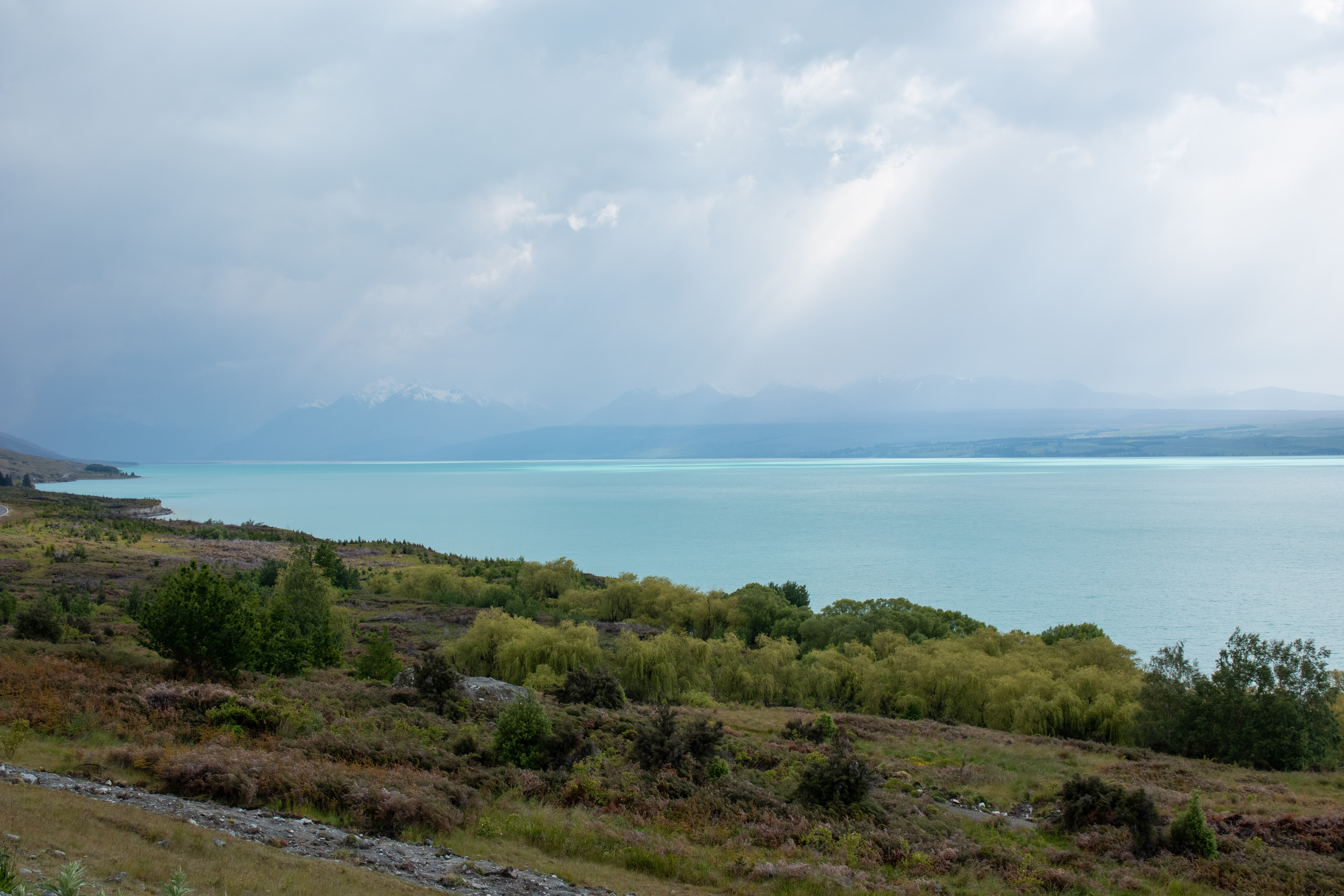
Gematigd struweel langs het Mackenzie Basin (Nieuw-Zeeland)
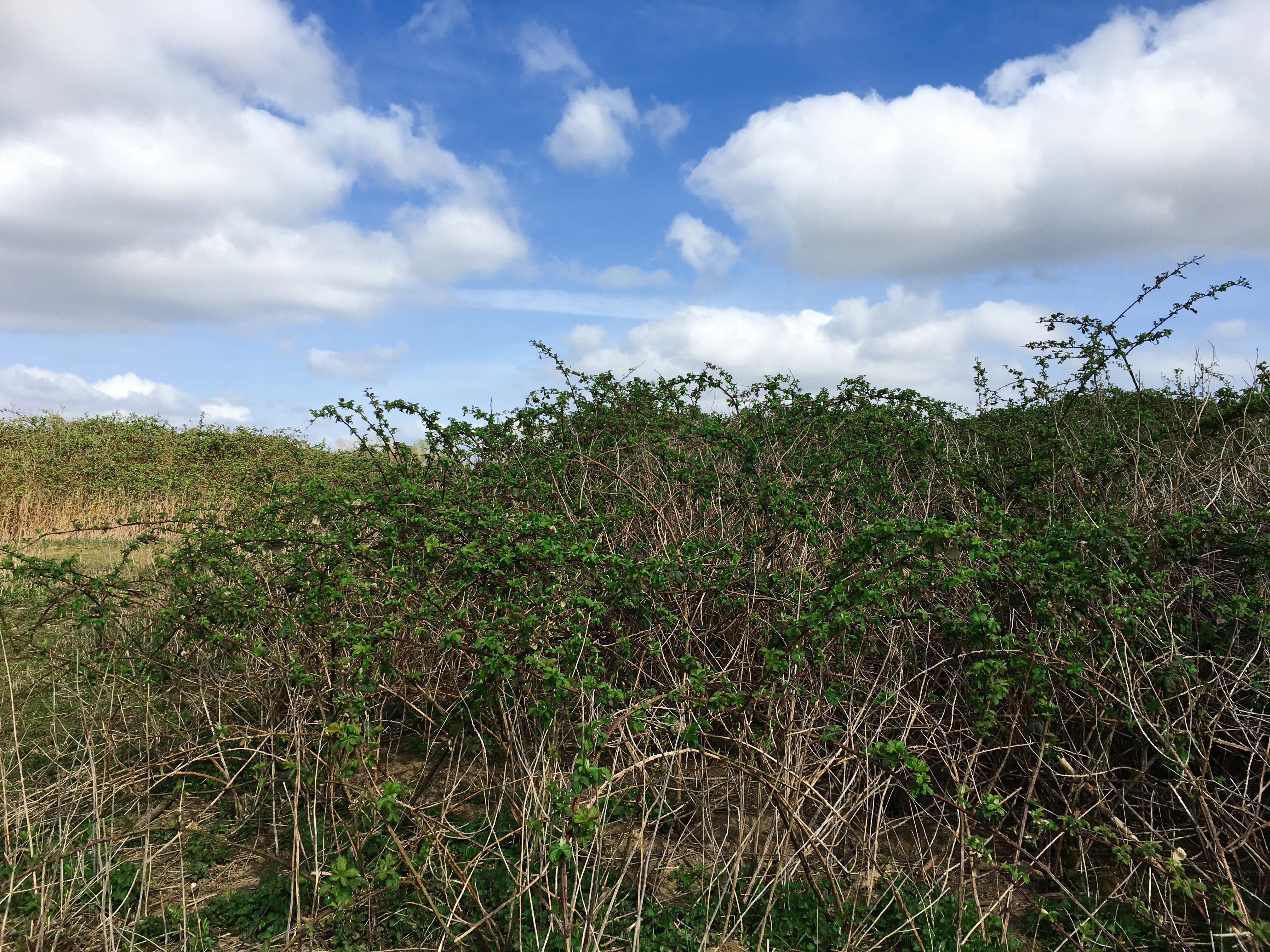
Braamstruweel in de Gelderse Poort (Nederland)
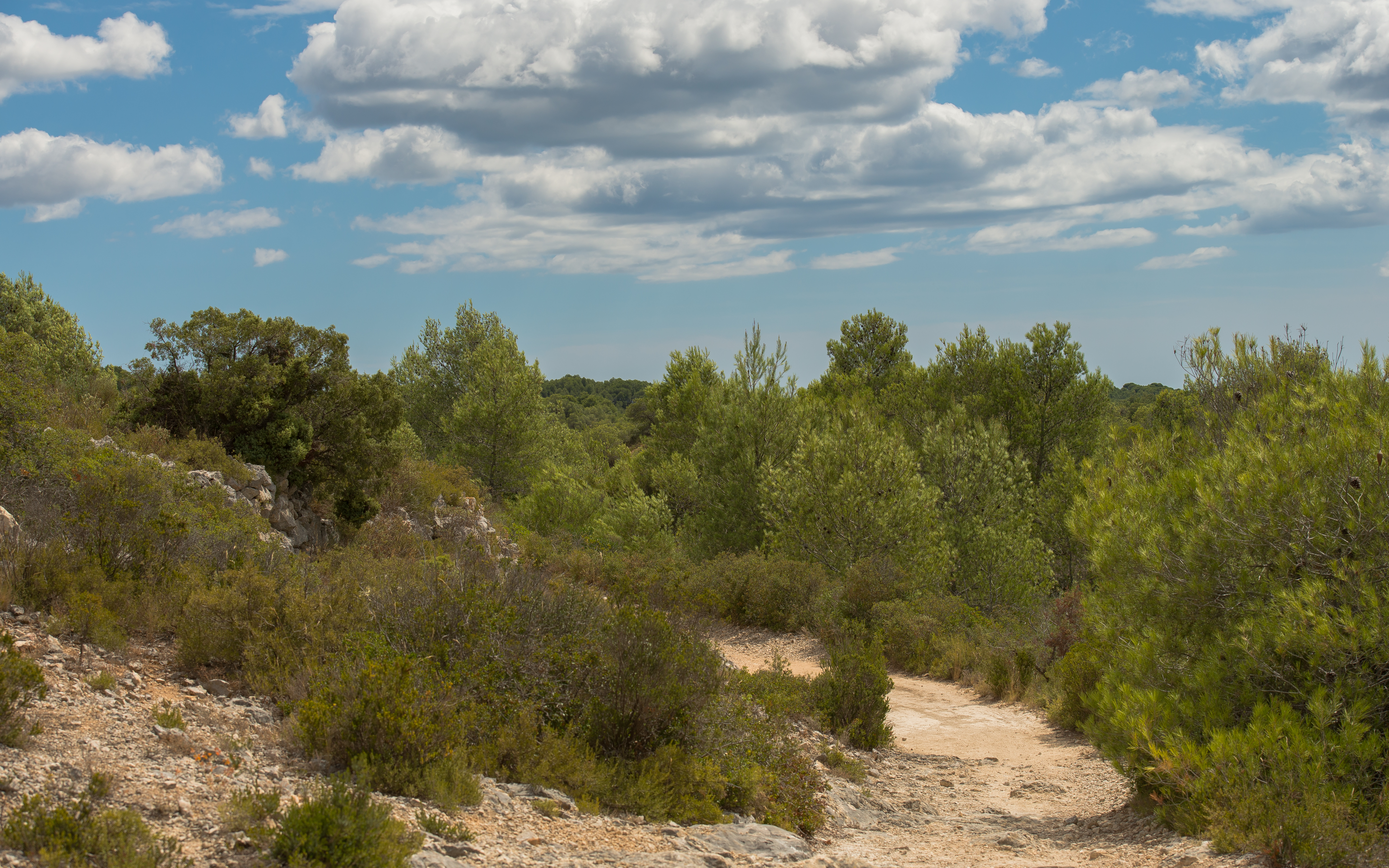
Mediterraan struweel van het type garrigue (Frankrijk)
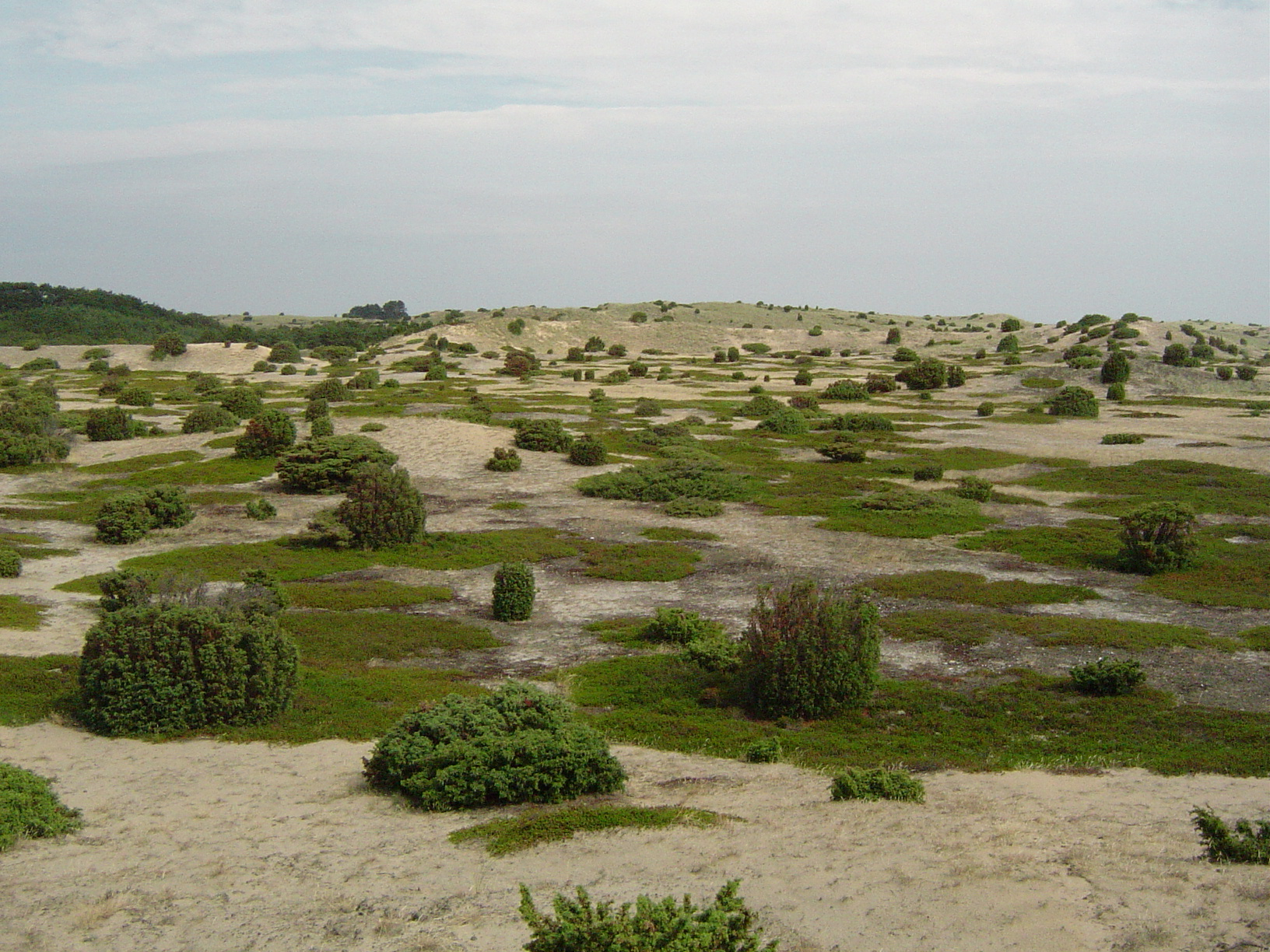
Associatie van hondsroos en jeneverbes (Denemarken)
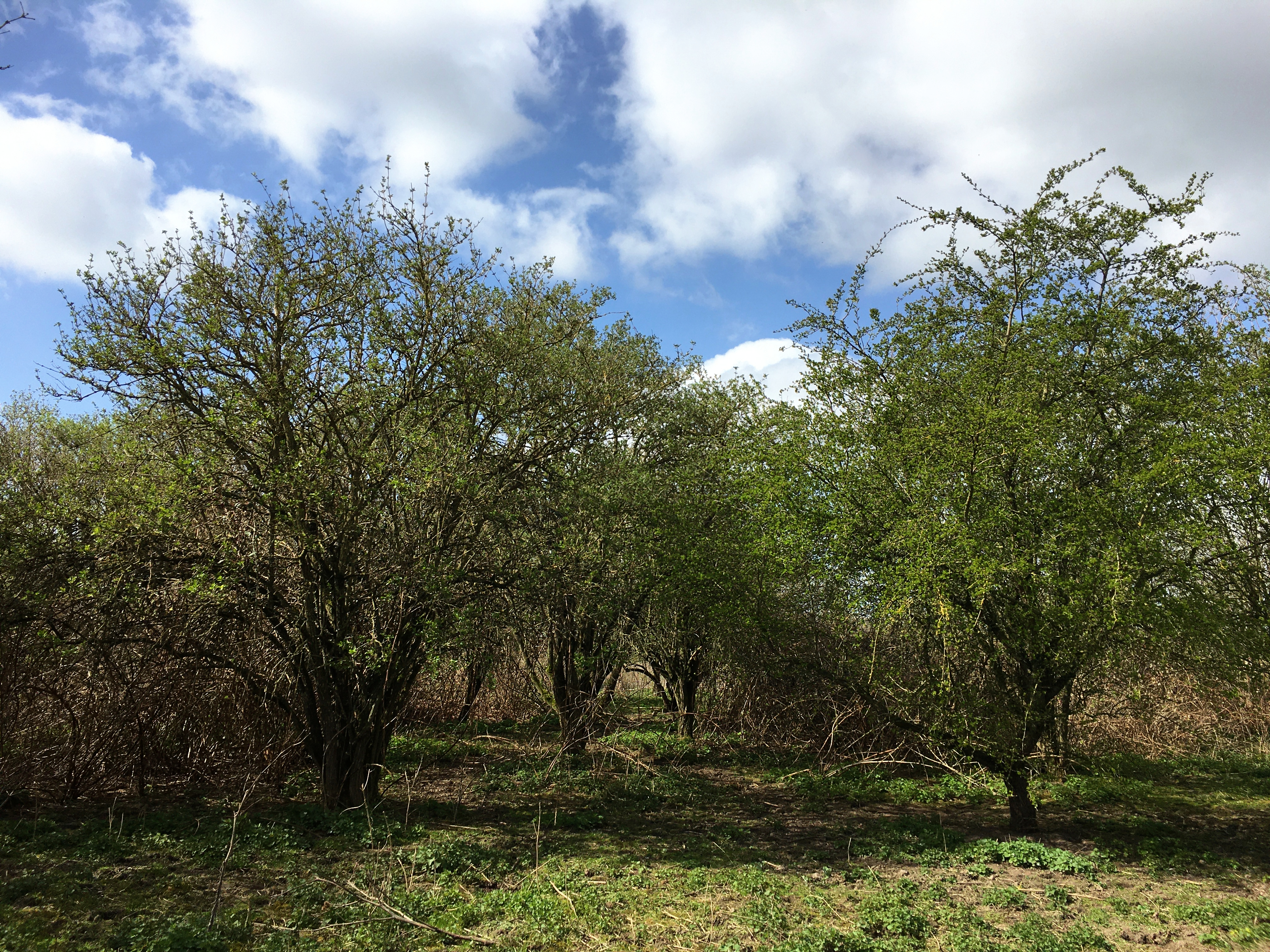
Struweel met gewone vlier en eenstijlige meidoorn (Nederland)
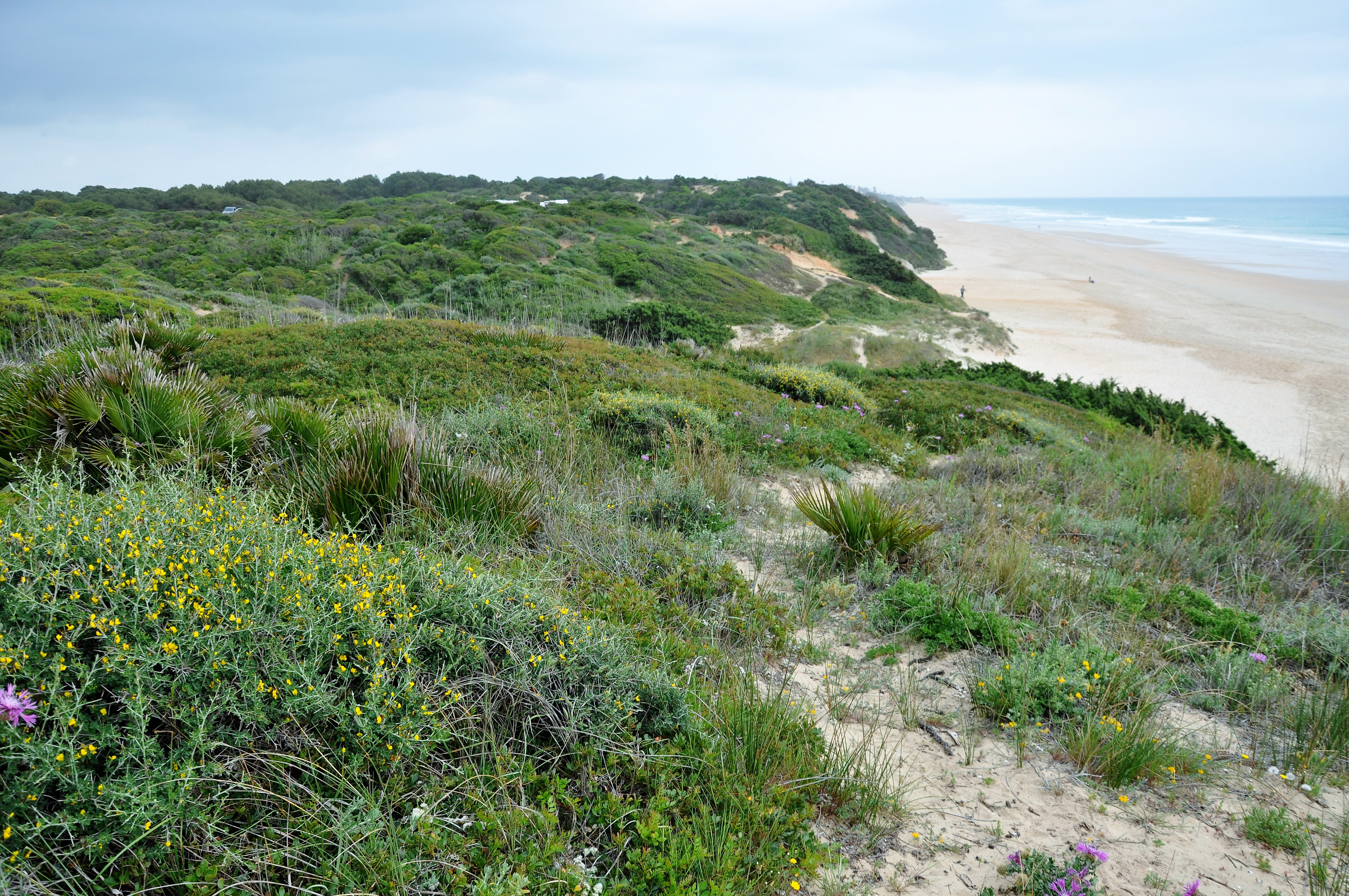
Soortenrijk kuststruweel (Spanje)